# Nearctopsylla xijiensis
Nearctopsylla xijiensis är en loppart som beskrevs av Wu Houyoung, Chen Baifang et Li Xiaolan 1986. Nearctopsylla xijiensis ingår i släktet Nearctopsylla och familjen mullvadsloppor. Inga underarter finns listade i Catalogue of Life.